# François Dimberton
François Dimberton (Villeneuve-Saint-Georges, 24 febbraio 1953) è un fumettista, sceneggiatore e illustratore francese.

## Biografia
Nato da padre ingegnere, direttore d'azienda e madre casalinga, François Dimberton ha pubblicato la sua prima opera su riviste di motociclismo all'età di 16 anni, nel 1969. Dopo aver conseguito il diploma di maturità nel 1971, ha seguito il corso di Jean Giraud, alias Moebius presso la Facoltà di arti plastiche di Vincennes da gennaio a giugno 1972.La sua prima opera conosciuta è Pif le Chien del 1976, apparsa sul rivista Pif . Una delle sue prime serie è stata Une Enquête d'Archibald , apparsa su Le Journal de Ludo tra il 1979 e il 1980. Ha collaborato con numerosi giornali di fumetti come Tintin , Spirou e Mickey , oltre a riviste come Que Choisir, La vita di la raccolta o la vita dell'auto.
Nel 1982, ha acquisito la realizzazione del personaggio di Félix da Maurice Tillieux nelle nuove avventure di Félix. Su richiesta di Yannick Hodbert che, secondo le sue stesse parole, "lavora lentamente", nel 1982 disegnò 12 vignette della cosiddetta serie "Epoque4" per il marchio di gomme da masticare Malabar .
Nel 1990 è diventato assistente dell'illustratore e sceneggiatore Michel Greg, che ha accompagnato fino alla sua morte nel 1999.
Il suo lavoro comprende sia la letteratura per l'infanzia (come Le Loup du Mercredi , con Marie Bailly nel 2002, o Les Aventures de Coin-Coin , con Jean-Claude Bauer , dal 2007) sia fumetti destinati a un pubblico adulto (come Celsius nel 1984; Alex, detective gentiluomo nel 1985; Le avventure di Fred e Alfred , 2 volumi, 1985-86; Margot the Blue Child di Son, 3 volumi, 1989-90; Memorie di un avventuriero , disegni di Dominique Hé , 3 volumi , 1989-91).
Ha partecipato all'edizione dell'anniversario 2010 di Petit Larousse illustrando parole dalla lingua francese.

## Lavori

### Fumetti dal 1973 al 1989
- 1973 - Esordio professionale alle edizioni Fleurus . Diario di Formula 1 .
- 1974-1975 - Fumetti sul giornale Les Pieds nickelés su scenari di Raymond Maric[2].
- 1975-1976 - Fumetti in piccolo formato. SEPP.
- 1974 - Edizioni Vaillant. Giochi e disegni in Pif, Ludo , Pifou , Pockets, ecc.
- 1975-1986
- 1978-1988
  - Edizioni Vaillant, Pif, Ludo.
    - Pif il cane - nel 1976
    - Un'indagine Archibald tra il 1979 e il 1980

  - Edizioni Fleuro
  - Telejunior
  - Diario di Topolino , scenari.
  - Éditions du Lombard, quotidiano Tintin , sceneggiatura di Greg, copertina del personaggio di “  Rock Derby  ”.
  - Journal de Spirou, mini racconti poi fumetti nel settimanale.
  - Journal Amis-coop, Albert l'inventore,
  - Vignette Malabar .
  - Edizioni Glénat, Le avventure di Fred e Alfred..
  - Edizioni Bayard, sto leggendo , Okapi .
  - Edizioni Milan , Journal Mikado . Le avventure di Fred e Alfred.
  - Éditions Deligne , copertina del personaggio “  Félix  ” creato da Maurice Tillieux.

### Disegni e illustrazioni per la stampa dal 1985 al 2015
- 1985 - Illustrazioni per “  Children of Rock  ” Groupe Indochine Antenne 2 .
- 1986 - Illustrazioni per Canal Plus . Lo spettacolo delle rane,
- Poi per Glénat concept, agenzia integrata nelle edizioni Glénat e altre agenzie di pubblicità e comunicazione aziendale, fumetti e illustrazioni per i marchi:
  - Teisseire . Brindisi intelligente. Evian . Banga . Norauto / TF1 . Caprice des dieux. McCain Foods . Quik Azienda . Venilia (mitologia) . Kasane. Framentec. Framatome . CNRS . La posta . Consiglio Gl des Hauts de Seine . Banca popolare . Cassa di risparmio . EDF . SNCF . Case della Fenice . Manodopera . Cie Gle des Eaux . Abitazione . CPAM di Parigi. Velux. Burger king . Sollac . ESSO . metro Rouen . Peugeot . Bouygues . Aeroporto di Parigi . Mostra Tommaso. IBM . GIAT Industrie . Renault . Intermerche . Osservatori di pesi . CCF. Assicurazione nazionale - BNP . NMPP . Ufficio forestale nazionale dell'ONF . Medirico. Laboratorio tecnico.
- Illustrazioni sulla stampa:
  - Cosa scegliere . Rivista di Parigi. Il monitor . Silenzio ho letto. Il diario di Babar. Piccolo lupo . Topolino. Winnie. Il diario di Titi e Grosminet. 01 IT . L'azienda . Nuove fabbriche. Mag 400. La candela del geniere . Ram per CD. Auto retrò. La vita dell'auto . Mercatino dell'antiquariato . Business della musica. La vita del collezionista. Il mondo dei computer . Il diario degli insegnanti, Educazione dell'infanzia. Collezionisti e cacciatori di occasioni.
- E illustratore nell'editoria:
  - Libri per bambini, varie guide, poster e illustrazioni per libri scolastici: Hachette, Nathan , Hatier , Gallimard, Ramsay , Vuibert , Magnard , XO , Larousse

### GREG
- Assistente di Michel Greg ( Achille Talon) 9 anni dal 1990 fino alla sua morte nel 1999

### Album
- 1984 - Il segreto della pecora nera. Testo e disegno. Edizioni del Filattere.
- 1985 - Alex contro la civetta. Testo e disegno. Edizioni Glenat.
- 1985 - La scimmia. Testo e disegno. Edizioni Milan.
- 1986 - Il grande Mâhâchinchouêt. Testo e disegno. Edizioni Milano.
- 1989 - Omaggio a Gil Jourdan. Album collettivo. Edizioni Sole.
- 1989 - Pierre de St Fiacre. Serie: Memorie di un avventuriero. Volume 1. Scenario. Disegno Domenico Hé . Edizioni Glenat.
- 1989 - Il gallo. Serie: Margot la bambina blu. Volume 1. Scenario. Disegno sonoro, Edizioni Glénat.
- 1990 - Arianna. Serie: Memorie di un avventuriero. Volume 2. Scenario. Disegno Domenico Hé . Edizioni Glenat.
- 1990 - Le due Margot. Serie: Margot la bambina blu. Volume 2. Scenario. Disegno sonoro, Edizioni Glénat.
- 1990 - Il triste mietitore. Serie: Margot la bambina blu. Volume 3. Scenario. Disegno sonoro, Edizioni Glénat.
- 1991 - Oppio. Serie: Memorie di un avventuriero. Volume 3. Scenario. Disegno Domenico Hé. Edizioni Glenat.
- 1991 - Il postino sottosopra. Disegno. Testo Jean-Paul Nozière. Gioventù. Edizioni Hatier[3].
- 1998 - Fluthdezut. Un diavolo tra noi. Disegno. Testo Kathleen Griffin. Gioventù. Edizioni Hatier.
- 2000 - Fluthdezut al carnevale. Disegno. Testo Kathleen Griffin. Gioventù. Edizioni Hatier.
- 2000 - Un drammatico cambiamento sul Nilo. copione. Disegno Domenico Hé. Edizioni Gallimard.
- 2000 - Realizzo il mio primo fumetto. Sceneggiatura e disegni con Dominique Hé. Edizioni Vuibert.
- 2002 - Il lupo del mercoledì. Disegno. Testo Marie Bailly. Edizioni giovanili Magnard.
- 2007 - Coin-Coin. Ras il piatto. Volume 1. Gioventù. copione. Disegno Bauer . Edizioni Bouton d'or Acadie[4]. Canada.
- 2008 - Coin-Coin. Il bacio di Coin-Coin. Volume 2. Gioventù. copione. Disegno Bauer. Edizioni Bouton d'or Acadie. Canada.
- 2008 - La principessa e il giullare. Sceneggiatura e disegno. Edizioni Hugo et Cie.
- 2008 - Il progettista. Volume 1. Scenario con Erroc. Carrello da disegno. Edizioni Bamboo-Grand Angle.
- 2009-2013 - Enciclopedia della natura familiare. Illustrazioni. 30 volumi. Edizioni Atlas
- 2009 - Sceneggiatura Taxi Molloy. Disegno Alexis Chabert  . Edizioni Bamboo-Grand Angle[5].
- 2009 - Coin-Coin. Aiuto ! Volume 3. Gioventù. copione. Disegno Bauer. Edizioni Bouton d'or Acadie. Canada.
- 2010 - Edizione anniversario della rivista Petit Larousse . Illustrazioni.
- 2010 - Il progettista. Volume 2. Scenario con Erroc. Carrello da disegno. Edizioni Bamboo-Grand Angle.
- 2010 - Coin-Coin. La casa di Coin-Coin. Volume 4. Gioventù. copione. Disegno Bauer. Edizioni Bouton d'or Acadie. Canada.
- 2010 - La maledizione della bambola. Testo e disegno. Edizioni del topinambur.
- 2011 - Coin-Coin. Le frittelle. Volume 5. Gioventù. copione. Disegno Bauer. Edizioni Bouton d'or Acadie. Canada
- 2012 - Coin-Coin. Una balena, una casa e un fiore. Volume 6. Gioventù. copione. Disegno Bauer. Edizioni Bouton d'or Acadie. Canada
- 2013 - La vita segreta del Tour. Collettivo. Testo e disegno. Edizioni della rivista giungla .
- 2013 - Félix (di Maurice Tillieux, per l'omonima rivista lanciata da Michel Deligne ) - Edizione pirata. Edizione Dupond.
- 2014 - De Funès. Biografia nei fumetti. copione. Disegni Alexis Chabert . Edizioni Delcourt[6][7] ,  .
- 2014 - Colocche. Biografia nei fumetti. copione. Disegni Rémi Torregrossa . Edizioni della giungla.
- 2014 - Gianni. Biografia nei fumetti. Volume 1. Scenario. Disegni Jean-Claude Bauer. Edizioni della giungla[8].
- 2015 - Gainsbourg. Biografia nei fumetti. copione. Disegni Alexis Chabert. Edizioni della giungla[9].
- 2015 - Davide. Collezione di grandi pittori. Biografia nei fumetti. Testo e disegni. Edizioni Glenat.
- 2015 - Gianni. Biografia nei fumetti. Volume 2. Scenario. Disegni Jean-Claude Bauer. Edizioni della giungla[10].
- 2016 - Jean Jacques Goldman. Biografia nei fumetti. copione. Disegni Jean Trolley. Editoria nella giungla.
- 2017- Storia di ghiaia. Illustrazioni per bambini su testo di Marie Cadieux. Edizioni Bouton d'or Acadie. Canada.
- 2017- Sacha Guitry, una vita nei fumetti . Biografia nei fumetti. copione. Disegni Alexis Chabert. Edizioni Delcourt.[11][12][13]

### Premi e riconoscimenti
- 2008- Premio per il miglior album al Festival de Creil per Le dessinateur Tome 1.
- 2009- Premio per il miglior album al festival Cognac per Taxi Molloy.
- 2009- Premio per il miglior album al Golden Bull Festival di Lione per Taxi Molloy.
- 2017- Nominato per il Premio per gli studenti delle scuole superiori, Fiera del libro e della musica di Deauville per il fumetto di Gainsbourg.
- 2017- Nominato per il premio commemorativo Lillian Shepherd per l'eccellenza nell'illustrazione per Histoire de galet. Canada.
- 2018- Premio Champlain (Canada) per le illustrazioni di Histoire de galet[14].